# Upruc CTR
Upruc CTR Făgăraș este companie specializată în producția de componente metalice pentru industria chimică și petrochimică din România.
Compania produce și comercializează fitinguri pentru sudură cap la cap din materiale oțel carbon, slab aliat și inoxidabil.
În iulie 2003, pachetul majoritar de 63% din acțiuni a fost cumpărat de Grupul Energetic Tender de la Autoritatea pentru Privatizare (APAPS),
valoarea tranzacției fiind de 9,5 miliarde lei vechi.
În prima jumătate a anului 2010, compania a avut venituri totale 8,8 milioane lei.